# Jordebog

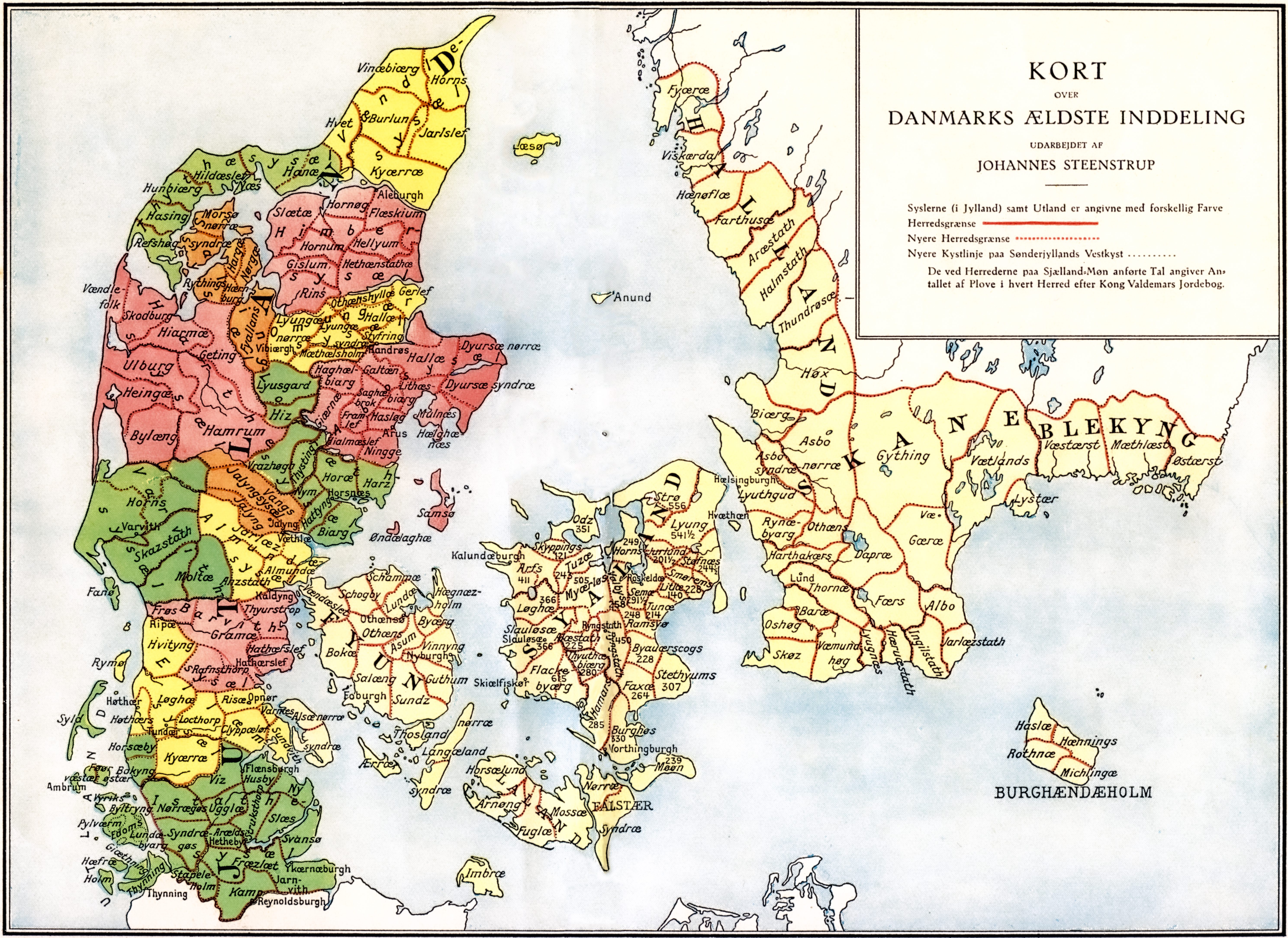
Carte des séparations administratives au Danemark au Moyen Âge

Le livre des cadastres de Valdemar, « Valdemar Sejrs Jordebog » (latin.Liber Census Daniæ) date de 1231. Ce livre est le premier catalogue des cadastres connu au Danemark. Ce catalogue était destiné au calcul de l'impôt immobilier. 
Il permet de se faire une image très précise des structures sociales et des rapports de force du  royaume à cette époque. Les informations contenues dans ce catalogue s'étendaient jusqu'aux provinces de l'Estonie Danoise. Le livres des cadastres de Valdemar fut remplacé en 1688 par le livres des matricules de Christian V.